# Bagik Polak
Bagik Polak is een bestuurslaag in het regentschap West-Lombok van de provincie West-Nusa Tenggara, Indonesië. Bagik Polak telt 7527 inwoners (volkstelling 2010).